# Wahlkreis Mayotte II
Der Wahlkreis Mayotte II ist einer der beiden Wahlkreise für die französische Nationalversammlung auf der Insel Mayotte.

## Geographie
Der Wahlkreis entstand im Rahmen der Wahlkreisreform von 2010. Davor wurde die Insel Mayotte nur von einem Wahlkreis vertreten.
Der Wahlkreis Mayotte II umfasst die Kommunen Bandrélé, Bouéni, Chiconi, Chirongui, Dembeni, Kani-Kéli, Mamoudzou-3, M'tsangamouji, Ouangani, Sada und Tsingoni (Verordnung Nr. 2009-935 vom 29. Juli 2009, ratifiziert vom französischen Parlament am 21. Januar 2010).

## Abgeordnete des Wahlkreises
| Wahljahr | Abgeordneter      | Partei                 |
| -------- | ----------------- | ---------------------- |
| 2012     | Ibrahim Aboubacar | Parti Socialiste       |
| 2017     | Mansour Kamardine | Les Républicains       |
| 2022     | Mansour Kamardine | Les Républicains       |
| 2024     | Anchya Bamana     | Rassemblement National |

## Wahlergebnisse

### Parlamentswahl 2012
| Kandidaten               | Parteien          | 1. Wahlgang | 1. Wahlgang | 2. Wahlgang | 2. Wahlgang |
| Kandidaten               | Parteien          | Stimmen     | %           | Stimmen     | %           |
| ------------------------ | ----------------- | ----------- | ----------- | ----------- | ----------- |
| Ibrahim Aboubacargewählt | PS                | 5.149       | 24,2        | 12.846      | 54,9        |
| Mansour Kamardine        | UMP               | 7.416       | 34,8        | 10.532      | 45,1        |
| Ali Hakime Ali Said      | DVG               | 2.364       | 11,1        |             |             |
| Sarah Mouhoussoune       | DVG               | 1.706       | 8,0         |             |             |
| Papa Ahmed Combo         | AUT               | 1.401       | 6,6         |             |             |
| Jacques Martial Henry    | DVC               | 905         | 4,3         |             |             |
| Aynoudine Madi           | AUT               | 759         | 3,6         |             |             |
| Attoumani Abdallah       | AUT               | 547         | 2,6         |             |             |
| Kamaldine Attoumani      | VEC               | 451         | 2,1         |             |             |
| Toumbou Maurice          | AUT               | 403         | 1,9         |             |             |
| Omar Abdallah            | FN                | 181         | 0,9         |             |             |
| Abdouldjabar Salim       | AUT               | 0           | 0,0         |             |             |
| Gesamt                   | Gesamt            | 21.282      | 100         | 23.378      | 100         |
|                          |                   |             |             |             |             |
| Ungültige Stimmen        | Ungültige Stimmen | 1.167       | 5,2         | 1.205       | 4,9         |
| Wähler                   | Wähler            | 22.449      | 53,5        | 24.583      | 58,5        |
| Wahlberechtigte          | Wahlberechtigte   | 41.990      |             | 42.001      |             |
|                          |                   |             |             |             |             |
| Quelle: Innenministerium |                   |             |             |             |             |

### Parlamentswahl 2017
| Kandidaten                | Parteien              | 1. Wahlgang | 1. Wahlgang | 2. Wahlgang | 2. Wahlgang |
| Kandidaten                | Parteien              | Stimmen     | %           | Stimmen     | %           |
| ------------------------- | --------------------- | ----------- | ----------- | ----------- | ----------- |
| Mansour Kamardinegewählt  | UMP                   | 6.876       | 36,8        | 12.901      | 64,6        |
| Ibrahim Boinahery         | MDM                   | 2.243       | 12,0        | 7.066       | 35,4        |
| Ibrahim Aboubacar         | PS                    | 2.124       | 11,4        |             |             |
| Ahamed Attoumani Douchina | UDI                   | 1.813       | 9,7         |             |             |
| Mouhamed Abdou            | DIV                   | 876         | 4,7         |             |             |
| Arnamie Abdoul Wassion    | DVD                   | 740         | 4,0         |             |             |
| Mikidadi Ndzakou          | DIV                   | 732         | 3,9         |             |             |
| Mouhamadi Mchami          | DIV                   | 591         | 3,2         |             |             |
| Kamaldine Attoumani       | VEC                   | 582         | 3,1         |             |             |
| Jacques Henry             | DIV                   | 541         | 2,9         |             |             |
| Adrien Theilleux          | LFI                   | 399         | 2,1         |             |             |
| Kira Adacolo              | RDG                   | 339         | 1,8         |             |             |
| Saïd Thestina             | DVD                   | 230         | 1,2         |             |             |
| Anli Madi Ngazi           | DIV                   | 210         | 1,1         |             |             |
| Madi Anli                 | FN                    | 204         | 1,1         |             |             |
| Siaka Mahamoudou          | DVG                   | 123         | 0,7         |             |             |
| Farid Boutekezez          | DIV                   | 63          | 0,3         |             |             |
| Gesamt                    | Gesamt                | 18.686      | 100         | 19.967      | 100         |
|                           |                       |             |             |             |             |
| Leere Stimmzettel         | Leere Stimmzettel     | 786         | 3,8         | 723         | 3,3         |
| Ungültige Stimmzettel     | Ungültige Stimmzettel | 1.182       | 5,7         | 1.532       | 6,9         |
| Wähler                    | Wähler                | 20.654      | 46,1        | 22.222      | 49,6        |
| Wahlberechtigte           | Wahlberechtigte       | 44.805      |             | 44.845      |             |
|                           |                       |             |             |             |             |
| Quelle: Innenministerium  |                       |             |             |             |             |

### Parlamentswahl 2022
| Kandidaten               | Parteien              | 1. Wahlgang | 1. Wahlgang | 2. Wahlgang | 2. Wahlgang |
| Kandidaten               | Parteien              | Stimmen     | %           | Stimmen     | %           |
| ------------------------ | --------------------- | ----------- | ----------- | ----------- | ----------- |
| Mansour Kamardinegewählt | LR                    | 6.959       | 32,3        | 14.250      | 59,2        |
| Issa Issa Abdou          | DVC                   | 4.219       | 19,6        | 9.806       | 40,8        |
| Madi-Boinamani Madi Mari | ENS                   | 4.098       | 19,0        |             |             |
| Soula Said-Souffou       | DVC                   | 3.011       | 14,0        |             |             |
| Ali Djaroudi             | LFI                   | 1.062       | 4,9         |             |             |
| Mouhamadi Mchami         | DVC                   | 624         | 2,9         |             |             |
| Saidali Hamissi          | RN                    | 567         | 2,6         |             |             |
| Mouhamed Abdou           | DIV                   | 422         | 2,0         |             |             |
| Anli Madi Ngazi          | DVG                   | 281         | 1,3         |             |             |
| Toumbou Maurice          | DVD                   | 190         | 0,9         |             |             |
| Ahumad Salime            | DVD                   | 81          | 0,4         |             |             |
| Gesamt                   | Gesamt                | 21.514      | 100         | 24.056      | 100         |
|                          |                       |             |             |             |             |
| Leere Stimmzettel        | Leere Stimmzettel     | 763         | 3,3         | 909         | 3,4         |
| Ungültige Stimmzettel    | Ungültige Stimmzettel | 1.111       | 4,8         | 1.394       | 5,3         |
| Wähler                   | Wähler                | 23.388      | 47,0        | 26.359      | 52,9        |
| Wahlberechtigte          | Wahlberechtigte       | 49.775      |             | 49.846      |             |
|                          |                       |             |             |             |             |
| Quelle: Innenministerium |                       |             |             |             |             |

### Parlamentswahl 2024
| Kandidaten               | Parteien              | 1. Wahlgang | 1. Wahlgang | 2. Wahlgang | 2. Wahlgang |
| Kandidaten               | Parteien              | Stimmen     | %           | Stimmen     | %           |
| ------------------------ | --------------------- | ----------- | ----------- | ----------- | ----------- |
| Anchya Bamanagewählt     | RN                    | 7.933       | 35,4        | 12.974      | 53,8        |
| Mansour Kamardine        | LR                    | 6.226       | 27,8        | 11.153      | 46,2        |
| Soula Saïd-Souffou       | DVC                   | 3.560       | 15,9        |             |             |
| Madi-Boinamani Madi Mari | ENS                   | 3.470       | 15,5        |             |             |
| Kira Bacar Adacolo       | DVG                   | 552         | 2,5         |             |             |
| Daniel Martial Henry     | DVD                   | 369         | 1,6         |             |             |
| Manon Moreno             | REC                   | 164         | 0,7         |             |             |
| Ahumad Salime            | DIV                   | 122         | 0,5         |             |             |
| Gesamt                   | Gesamt                | 22.396      | 100         | 24.127      | 100         |
|                          |                       |             |             |             |             |
| Leere Stimmzettel        | Leere Stimmzettel     | 711         | 2,9         | 788         | 3,0         |
| Ungültige Stimmzettel    | Ungültige Stimmzettel | 1.019       | 4,2         | 1.154       | 4,4         |
| Wähler                   | Wähler                | 24.126      | 46,0        | 26.069      | 49,7        |
| Wahlberechtigte          | Wahlberechtigte       | 52.449      |             | 52.473      |             |
|                          |                       |             |             |             |             |
| Quelle: Innenministerium |                       |             |             |             |             |